# Zavattarello
Zavattarello (lombardul: Zavataré) település Olaszországban, Lombardia régióban, Pavia megyében. Lakosainak száma 879 fő (2023. január 1.). Zavattarello Menconico, Romagnese, Colli Verdi, Varzi és Alta Val Tidone községekkel határos.

## Népesség
A település lakossága az elmúlt években az alábbi módon változott:
| Lakosok száma | 1040 | 1023 | 879  |
|               | 2017 | 2018 | 2023 |